# فوجيان تولو

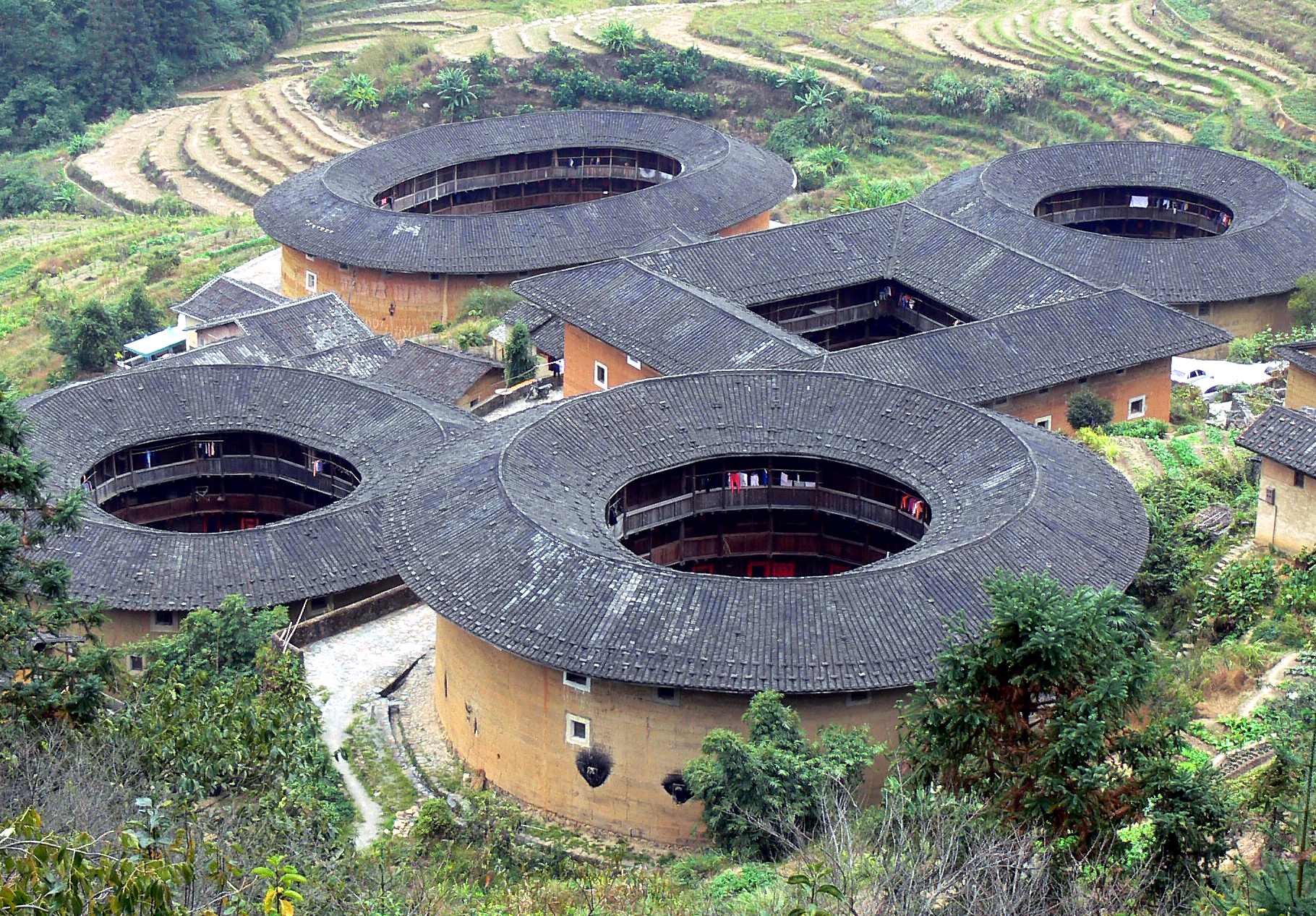
فوجيان تولو من الخارج

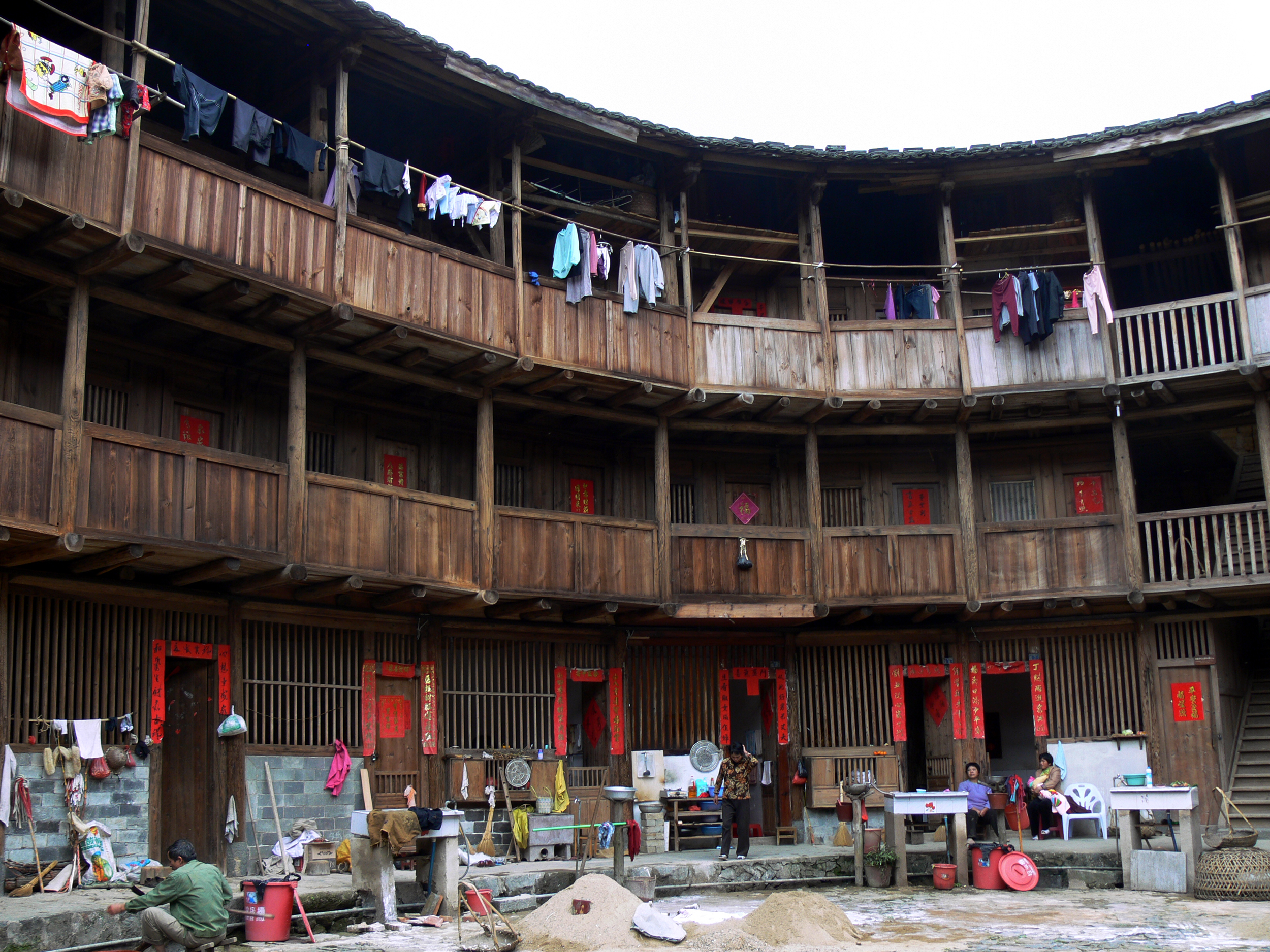
فوجيان تولو من الداخل

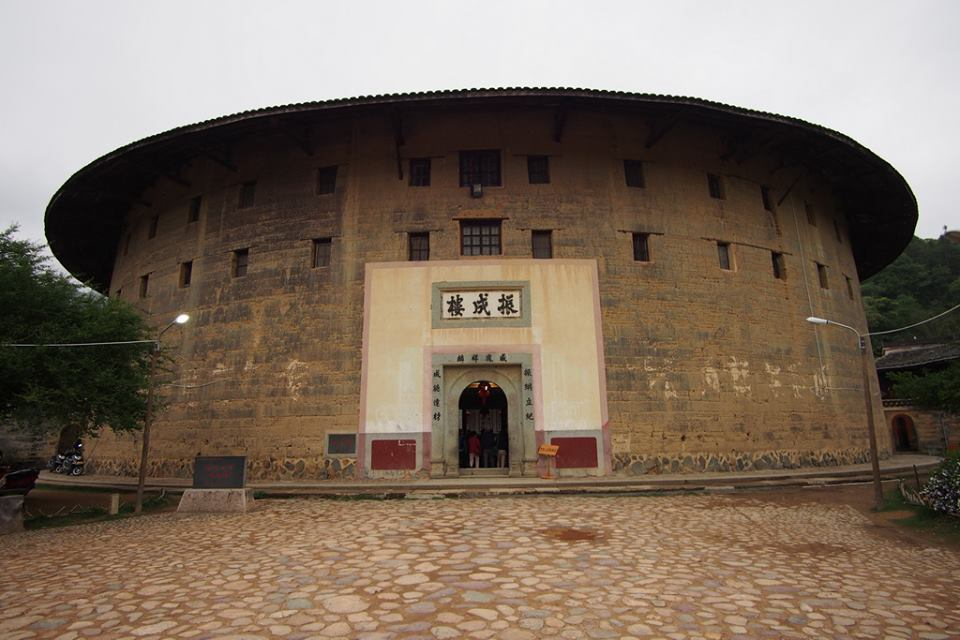
موقع فوجيان تولوأحد مواقع التراث العالمي في الصين

فوجيان تولو (بالإنجليزية: Fujian Tulou)‏ هي مجمعات سكنية تقع في جنوب شرق الصين مدرجة ضمن مواقع التراث العالمي، بنيت بين القرنين الثاني عشر الميلادي والقرن العشرين، وهي مباني مغلقة على شكل دائرة أو مربع ولها جدران سميكة وقد تضم 3 إلى 5 طوابق، وهي في الغالب تحوي بوابة واحدة للخارج تستخدم أبواباً خشبية سميكة ومغطاة بصفيحة معدنية، والطابق العلوي يحوي منافذ للأسلحة تستخدم للدفاع.
تتبع المباني أسلوب «مغلق من الخارج مفتوح من الداخل» فلا يمكن لأي شخص أن يرى شيئاً من الخارج سوى الجدران، وإذا أراد التواصل مع سكان هذه المباني فعليه الدخول من خلال البوابة الوحيدة، في منتصف هذه المباني ساحة مفتوحة وقد تحوي مباني صغيرة مخصصة لدور العبادة أو للمهرجانات وحفلات الزفاف.
جدران فوجيان تولو سميكة من الأسفل وتقوم على أساس صخري، وتقل سماكة الجدران كلما ارتفعت، ولا توجد نوافذ إلا في الطابق العلوي، أما الطوابق السفلية فتستخدم كمخازن للأسر، وهناك نظام لصرف مياه الأمطار عن أسس الجدران والسقف كذلك مصمم بحيث يبعد الأمطار عن الجدران، هكذا تحافظ الجدران على صلابتها.
يمكن لهذه المباني أن تضم 80 عائلة، وبعضها يحوي بئر ماء لكل عائلة، أو تكون الآبار متوفرة في منتصف الساحة ومفتوحة للجميع، ما يميز فوجيان تولو من الناحية الاجتماعية هي المساواة بين الجميع، فكل الغرف بنفس القياس وتستخدم نفس المواد ونفس الزينة، ولا توجد غرفة خاصة مميزة لشخص معين، كل أسرة تملك قسماً واحداً يضم غرفاً من الطابق السفلي وحتى الطابق العلوي وقد تملك بعض الأسر الكبيرة أكثر من قسم، الغرف الأخرى العامة مثل الحمامات والآبار ومخازن السلاح وغيرها كلها مشتركة بين جميع السكان بلا تمييز.
وهذه المباني بنيت على أساس أن توفر دفاعات قوية ضد الأعداء، فقد صمدت هذه المباني أمام المدافع ومحاولات كثير من الغزاة فتحها عنوة، من الصعب تسلقها أو الحفر تحت جدرانها ومن الصعب كسر الجدران السميكة المصنوعة من الحجارة والبوابة الوحيدة سميكة كفاية وغير قابلة للاشتعال والطابق العلوي يوفر وسيلة لسكان هذه المباني ليهاجموا على من يحاصرهم بدون أن يتمكن الغزاة من الرد عليهم.

## سبب التسمية

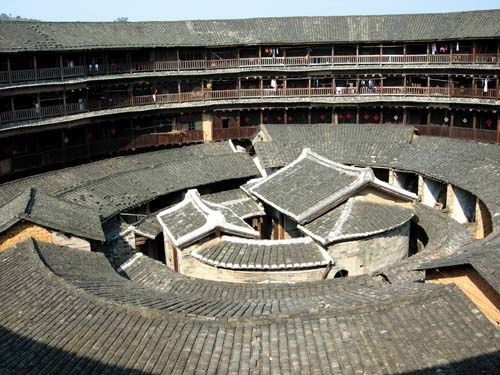
Chengqilou

منذ الثمانينات كانت هذه المساكن تسمى بأسماء عديدة منها: تولو هاكا، المساكن الأرضية، مساكن دائرية قوية، أو تولو ببساطة. تو لو Tu lou 土樓 تعنى حرفياَ المباني الترابية. تولو إقليم فوجيان تترجم حرفياَ إلى مباني إقليم فوجيان الترابية، وقد قام علماء الهندسة المعمارية الصينية مؤخرا بتوحيد المصطلح تولو فوجيان.
في أول الدراسات التي نشرت عن التولوز (الأولى ظهرت في مجلة في 1957[[معهد نانجينغ للتكنولوجيا])تحدثت عن التولو بوصفها أماكن إقامة شعب الهاكا، خاصة في محافظة يونغدينغ في جنوب غرب مقاطعة فوجيان. بيد أنه بحلول الثمانينات، نُشرت بحوث كثيرة عن تولو مجاورة لتولو شعب الهاكا، سكان جنوبي إقليم فوجيان (يُعرفون بالصينية بأسم شعب مينان  والذين يتواجودن بشكل أساسي في شرق بمحافظة يونغدينغ، على وجه الخصوص في مقاطعتي نانجينغ وبنيين جنوبي غرب إقليم فوجيان.
بعض من تولو الهاكا تندرج ضمن فئة تولو فوجيان. بينما كل التولو الموجودة في جنوب إقليم فوجيان
تنتمى لهذة الفئة، ولا تنتمي لتولو الهاكا. بناء على ذلك، تصبح «تولو فوجيان» ليست مرادفة للفظة «تولو» بل مجموعة فرعية خاصة من هذة التولو. هناك أكثر من 20,000 تولو في إقليم فوجيان، في حين أن هناك فقط حوالي ثلاثة آلاف «تولو فوجيان» والتي تقع في المنطقة الجنوبية الغربية من مقاطعة فوجيان، ومعظمها في المناطق الجبلية من مقاطعة يونغدينغ ومدينة ونغيان ومقاطعة نانجينغ ومدينة تشانغتشو.
على إي حال فإن مصطلح تولو فوجيان هو الأسم الرسمي الذي إعتمدته منظمة اليونسكو لكل المباني التي بنُيت على هذا النمط.
استنادا إلى المعنى الحرفي للكلمات الصينية 'تو' '(土، «الأرض») و' لو  (樓، «بناء [طويل]»)، قد يتصور المرء أن المصطلح «تولو» هو وصف عام لكل بناء ترابي متراص أو مكبوس. ولكن هذا لن يكون تعريف ذو فائدة، لإنه وكما يشير باحث العمارة التقليدية الصينية هوانغ هان مين لوجود مباني ترابية مرصوصة من أنواع مختلفة منتشرة في كل أرجاء الصين. بدلاَ من ذلك، من المفضل استخدام التعريف المعمول به في فوجيان: التولو هو مبنى كبير، له جدران ترابية متراصة قوية تتحمل الضغط، وتستخدم هذه التولو كمسكن لمجتمع ما (مجموعة من العوائل) الجزء الأول من التعريف يجعل التولو مختلفة عن المباني التي نادراَ مايستخدم فيها مواد طينية وترابية في الإطارات الخشبية التي تتحمل الضغط؛ الجزء الثاني من التعريف يميز التولو عن المباني الصغيره، والتي تستخدم كمنزل لعائلة واحدة. 
بناء على التعريف السابق، يعتقد هوانغ هان مين أنه من بين المجموعة الكبيرة والمتنوعة من المباني الترابية المرصوصة في [العمارة العامة]] في الصين، فقط الأشكال التالية الإقليمية سواء كانت مرتبطة بشعب الهاكا أو شعب المينان، يمكن أن يُطلق عليها «تولو» (على الأقل في اللغة الصينية): 
- «تولو جوانجدونج»: المباني التي يتكون منها weilongwu (围 龙 屋) في شمال إقليم قوانغدونغ، والمباني التي يتكون منها weiwu(围屋) شمالي شرق إقليم قوانغدونغ.[8]
- «تولو جيانغشى»: المباني التي يتكون منها wuweizi (土 围 子) جنوب جيانغشي.[8][10]
- «تولو فوجيان»: أنواع متعددة من التولو الموجودة في جنوب فوجيان.[8]

بينما أن تولو كلا من جوانجدونج وجيانغشي (غالبا تُعرف في الإنجليزية «بالقرى المحصنة»  أو قرى شعب الهكا المسورة، مرتبطة بشعب الهكا، فإننا نجد في تولو فوجيان أنواع عديدة، البعض منها يميز شعب الهكا والبعض الآخر يميز شعب مينيان.
فيما يخص تولو فوجيان، يُعطي هوانغ هان مين التعريف التالي: «هو مبنى كبير متعدد الطوابق في المناطق الجبلية من جنوب شرق فوجيان، تستخدم من قبل مجتمعات كبيرة العددكمكان للعيش والدفاع عن النفس، بُنيت من جدران ترابية سميكة وإطارات خشبية».
."

## معرض صور

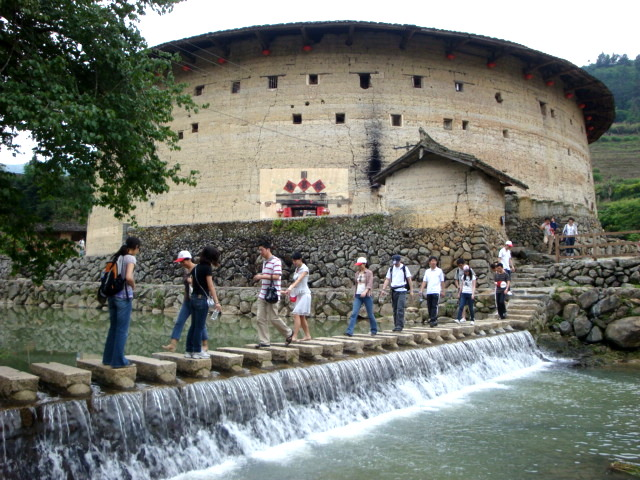
جانب مبنى في المجمع
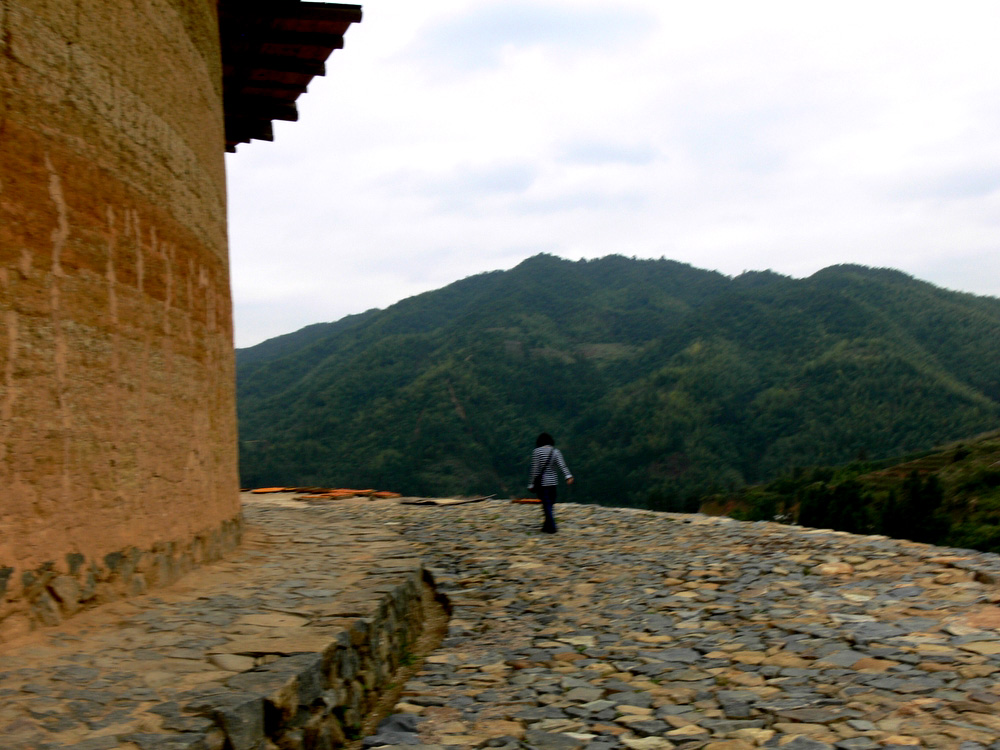
جانب آخر
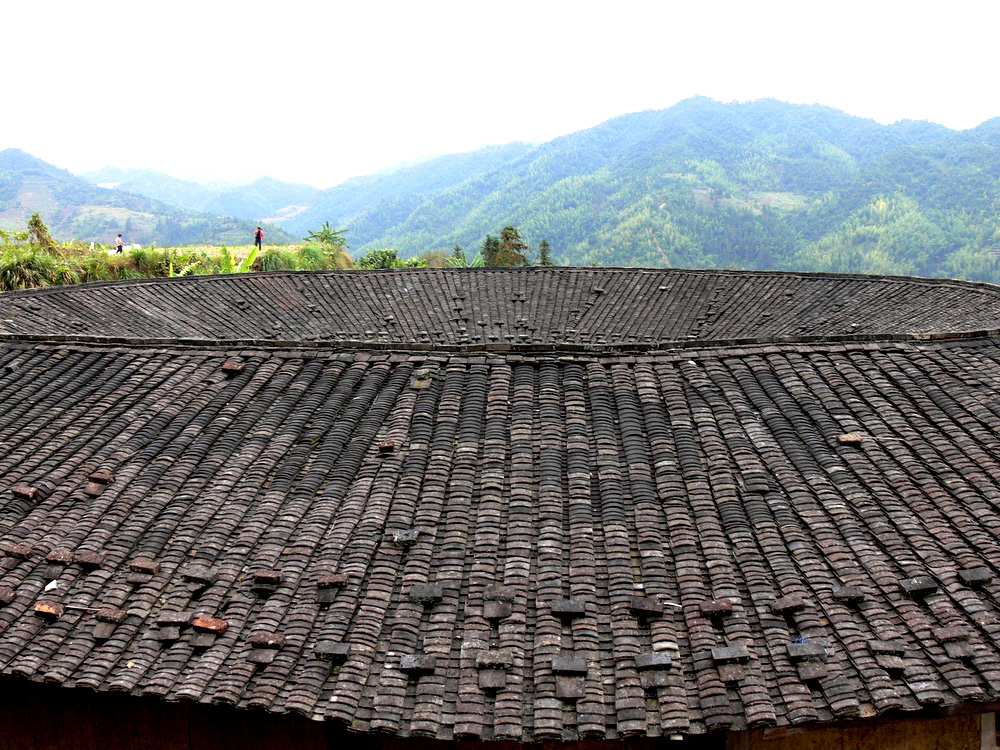
تقنية البناء
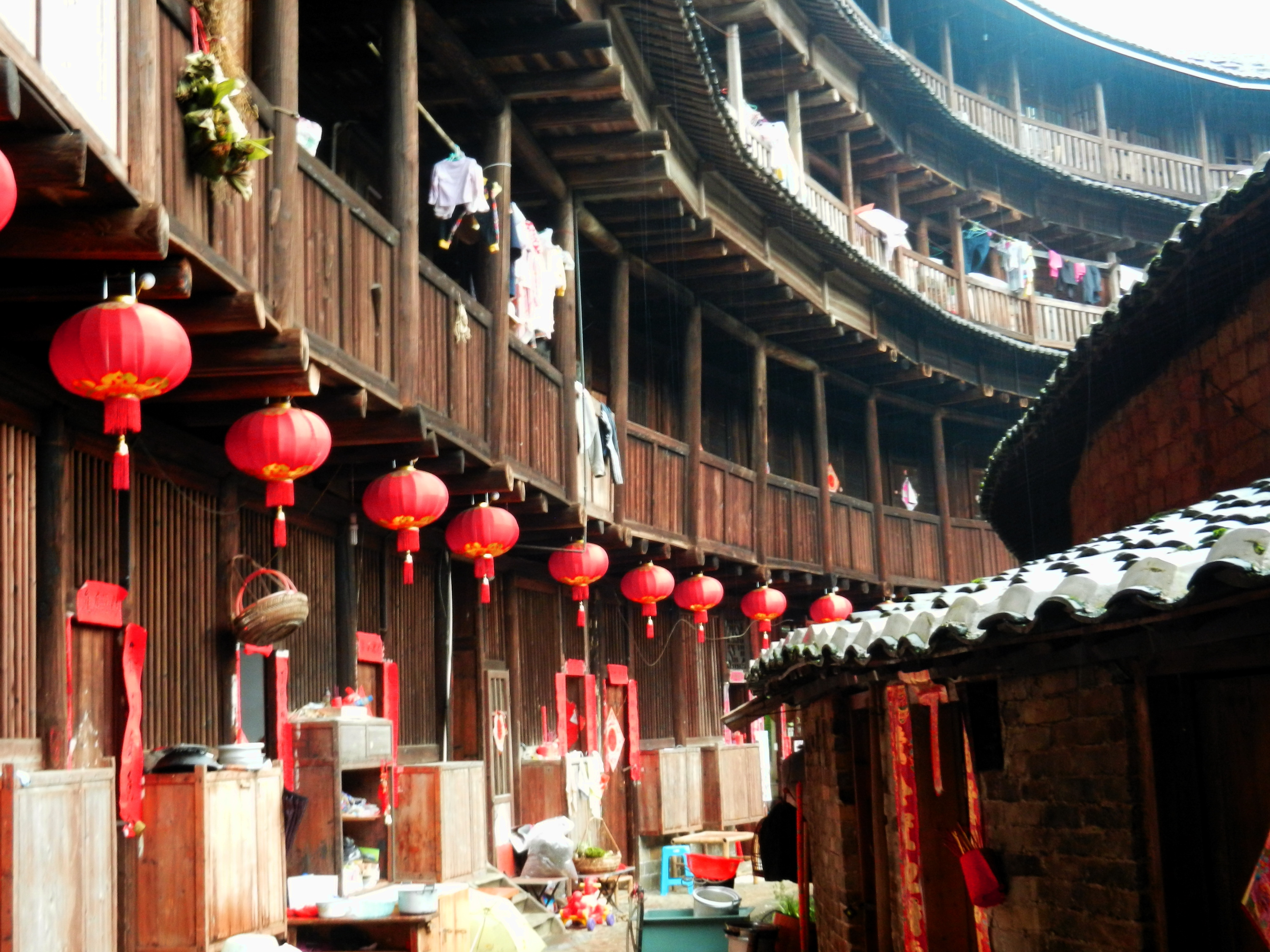
مبنى من الداخل
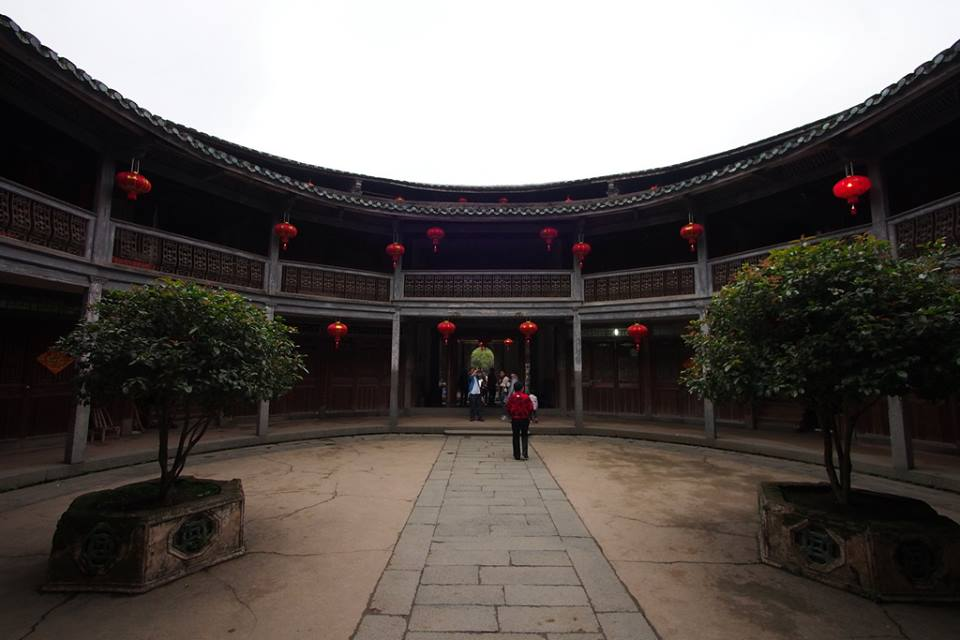
فوجيان تولو

## انظر ايضاً
- قائمة مواقع التراث العالمي في الصين